# Blasenkammer
Die Blasenkammer ist ein Teilchendetektor, der die Spuren von geladenen Elementarteilchen und Hadronen sichtbar macht. Gleichzeitig dient das Füllmaterial auch als Target für Teilchenkollisionen. Die Blasenkammer ähnelt in Aufbau und Funktionsweise der Nebelkammer.

## Aufbau und Funktionsweise

Schematischer Aufbau einer Blasenkammer

Eine Blasenkammer ist ein zumeist mit flüssigem Wasserstoff (Alternativen sind z. B. Deuterium, Krypton und Xenon) gefüllter Raum, in den die zu untersuchenden Teilchen injiziert werden – etwa aus einem Teilchenbeschleuniger. Kurz vor der Injektion wird der Druck innerhalb der Kammer stark verringert, so dass die Temperatur des Wasserstoffs oberhalb des Siedepunktes liegt. Die einlaufenden Teilchen ionisieren nun Wasserstoffatome und diese Ionen dienen als Keime für Gasblasen. Etwa 10 Millisekunden nach der Injektion werden durch ein Blitzlicht mehrere Kameras an unterschiedlichen Positionen ausgelöst, so dass sich aus den Photographien ein dreidimensionales Bild der Spuren rekonstruieren lässt. Danach wird der Druck in der Kammer wieder erhöht, so dass die Gasblasen sich wieder lösen. Insgesamt dauert ein solcher Zyklus etwas mehr als eine Zehntelsekunde, bevor die Blasenkammer wieder im blasenfreien Ausgangszustand ist.

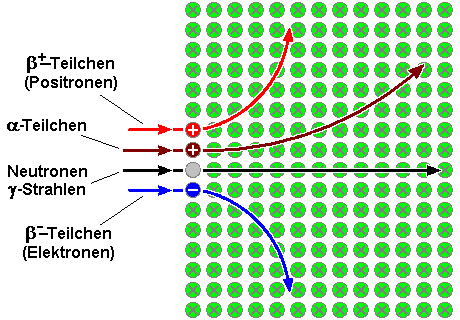
Ablenkung geladener Teilchenstrahlung im Magnetfeld einer Blasenkammer

In der Blasenkammer herrscht gewöhnlich ein homogenes Magnetfeld, so dass Teilchen mit verschiedenen Ladungsvorzeichen aufgrund der Lorentzkraft Kurven mit verschiedener Krümmungsrichtung beschreiben (siehe Abb.). Aus der Bahnkrümmung lässt sich das Verhältnis von Impuls und Ladung und bei zerfallenden Teilchen aus der Bahnlänge die Lebensdauer bestimmen. Die Bahnen geladener Teilchen mit geringerer Geschwindigkeit werden durch die magnetische Ablenkung, zusammen mit der allmählichen Abbremsung durch Stöße, zu Spiralen aufgewickelt (in der schematischen Abbildung links).

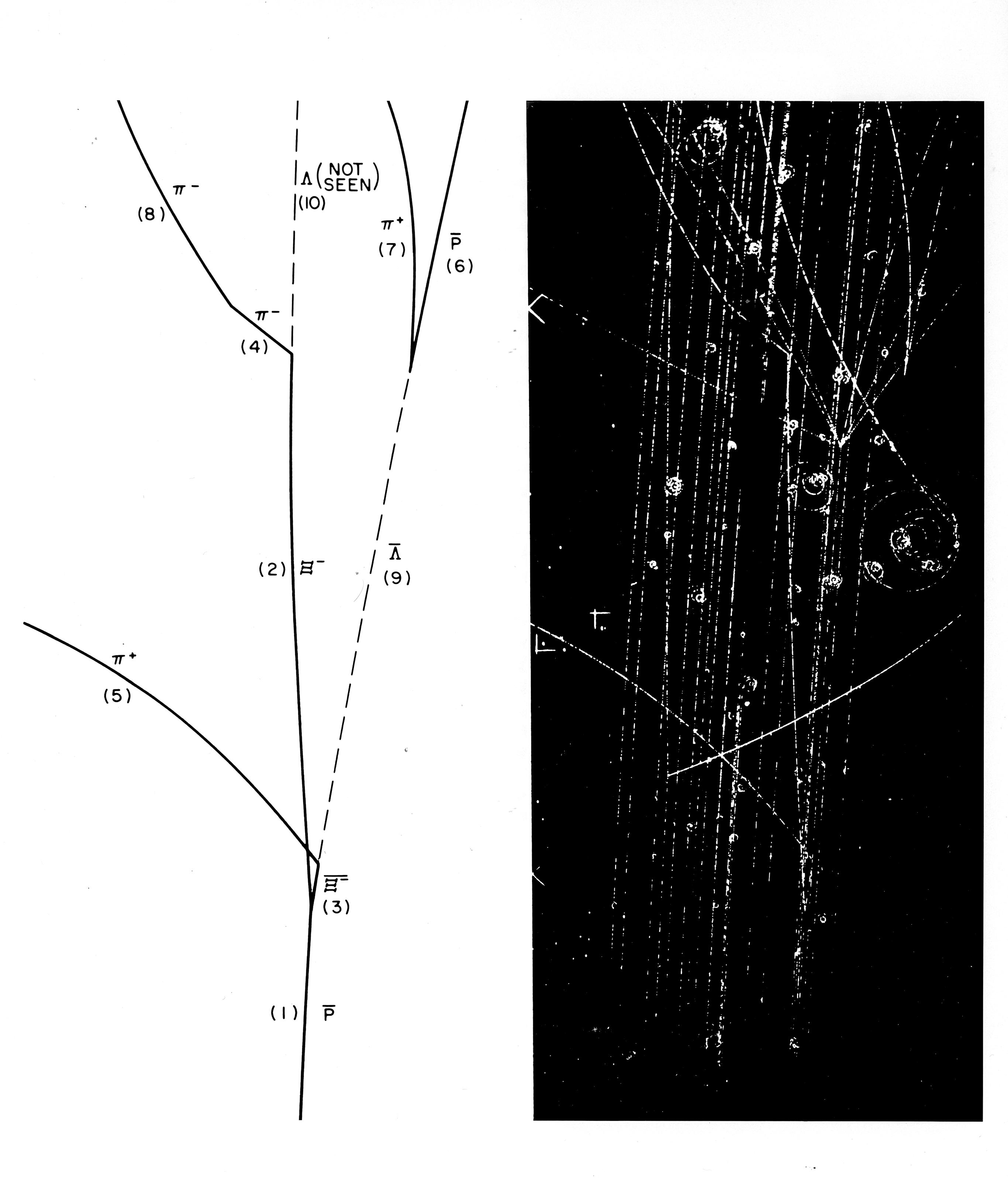
Bei der Kollision eines Antiprotons (p) mit einem Proton in einer Blasenkammer entstehen ein Ξ^{−} und ein Ξ^{+}, die jeweils in weitere Teilchen zerfallen

Die Blasenkammer dient als Detektor und zugleich als Target des Experiments. Das bedeutet, dass das Ziel eines Blasenkammerexperimentes im Allgemeinen darin besteht, dass die injizierten Teilchen mit dem Füllmaterial der Blasenkammer wechselwirken, so dass kurzlebige Teilchen wie Mesonen, schwere Baryonen oder Myonen erzeugt werden und zerfallen. Durch die Untersuchung der Zerfallsprodukte sehr vieler gleichartiger Zerfälle kann zum Beispiel mittels eines Dalitz-Diagramms weitere Information (z. B. Spin und Parität) über das zerfallene Teilchen gewonnen werden.

## Geschichte

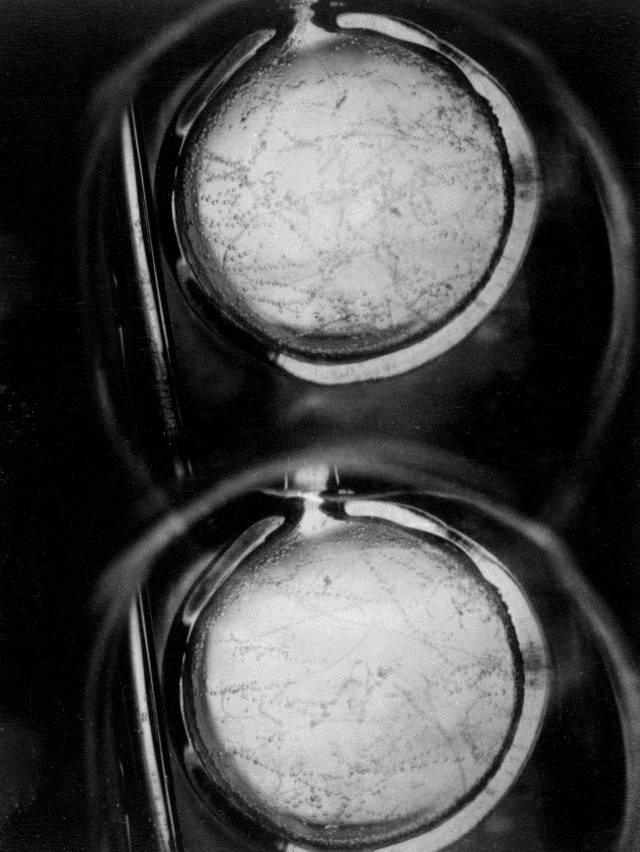
Die 1954 erstmals entdeckten Spuren in einer Wasserstoff-Blasenkammer.

1960 erhielt Donald A. Glaser für die Erfindung der Blasenkammer im Jahre 1952 den Physik-Nobelpreis. Seit den 1960er Jahren gehörten große Blasenkammern zu den wichtigsten Teilchendetektoren. Am Europäischen Kernforschungslabor CERN waren von 1970 bis 1978 Gargamelle und von 1971 bis 1984 BEBC (Big European Bubble Chamber) in Betrieb. Inzwischen werden Blasenkammern meist nur noch zu Demonstrationszwecken eingesetzt, für moderne Forschungsanlagen sind sie bedeutungslos geworden. Am Fermilab wird aber derzeit im Rahmen des Projekts „Chicagoland Observatory for Underground Particle Physics“ (COUPP) die Eignung von Blasenkammern für die Suche nach Dunkler Materie in der Form von WIMPs erprobt.